# Wróbliniec
Wróbliniec – wieś w Polsce położona w województwie dolnośląskim, w powiecie milickim, w gminie Milicz.

## Sołectwo
W skład sołectwa wchodzą wsie: Wróbliniec, Płonka oraz Górale.

## Podział administracyjny
W latach 1975–1998 miejscowość administracyjnie należała do województwa wrocławskiego.